# Kurt Tucholsky

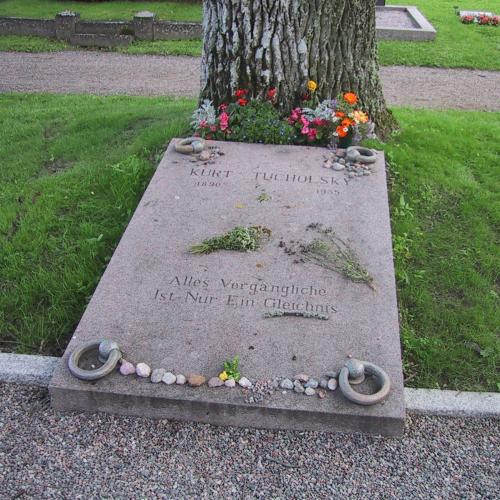
Hrob Kurta Tucholského ve Švédsku (Mariefred)

Kurt Tucholsky (9. ledna 1890, Berlín – 21. prosince 1935, Göteborg) byl německý novinář, satirik a spisovatel židovského původu. Byl významným kulturním aktérem Výmarské republiky, který z levicových pozic karikoval německý militarismus a varoval před nástupem nacismu, zejména v týdeníku Die Weltbühne, který posléze i vedl.

## Biografie
Narodil se v židovské rodině, v 15 letech ztratil svého otce Alexandra, matka zemřela roku 1943 v koncentračním táboře Terezín.
Roku 1924 přesídlil do Paříže, roku 1933 ho Německo zbavilo německého občanství, již předtím však, roku 1929, odešel do švédského exilu, kde žil až do své smrti v roce 1935. Předávkoval se Veronalem, jeho smrt je obvykle považována za sebevraždu. z velké části v reakci na dění v Německu. Existují i názory, že jeho předávkování nebylo sebevraždou, ale nehodou.
Nacisté v té době jeho knihy pálili na hranicích. Publikoval často pod pseudonymy (Theobald Tiger, Peter Panter, Ignaz Wrobel, Kaspar Hauser). K nejvýznamnějším knihám patří Deutschland, Deutschland über alles z roku 1929, v níž vrhl karikoval výmarskou éru. Byl znám též jako autor kabaretních písní.
Často je mu též připisován známý citát: "Kdyby volby mohly něco změnit, byly by zakázané." Autorství je zřejmě sporné, citát může pocházet také od Emmy Goldmanové, nebo Kláry Zetkinové.

## Fotogalerie

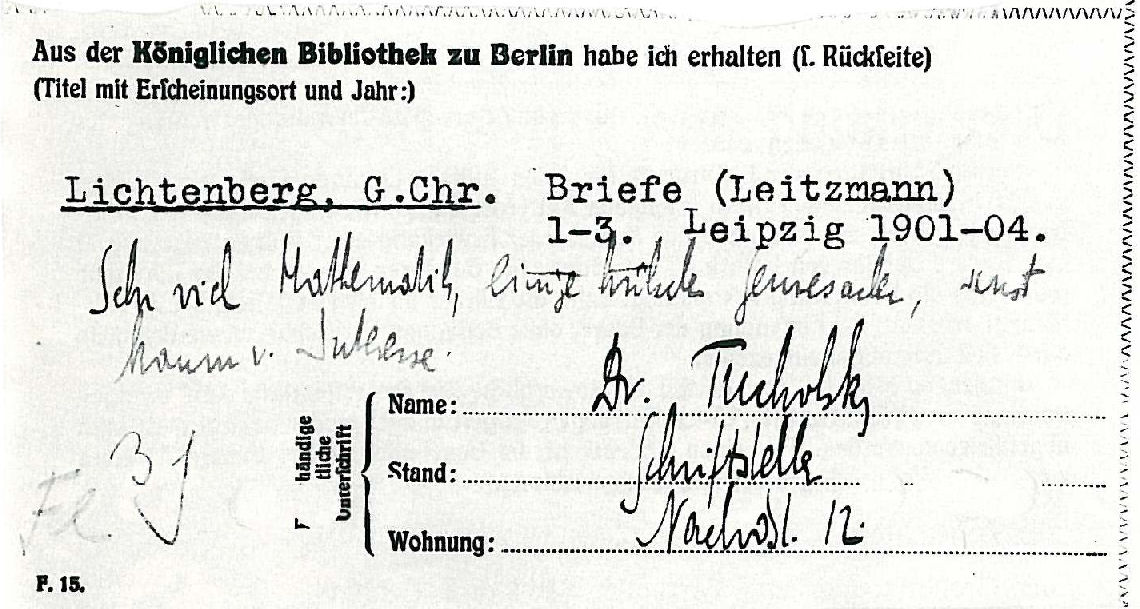
Kurt Tucholsky (1915)
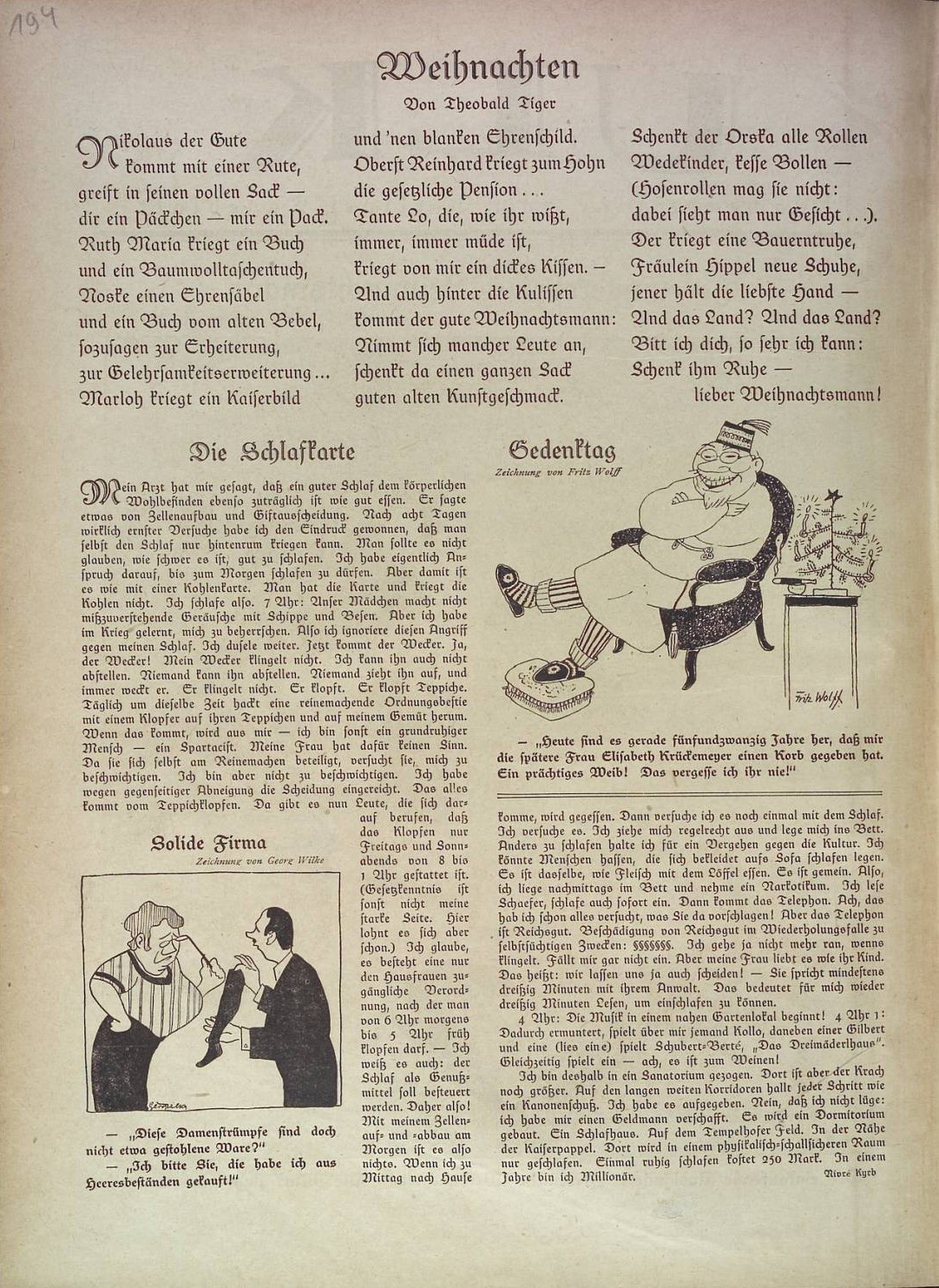
Tiger, Theobald. Weihnachten. In: Ulk. Jahrgang 48. Nummer 52. Seite 194
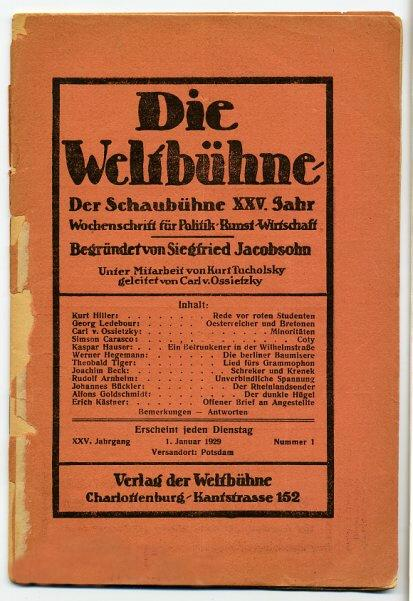
'Die Weltbühne' (1929)
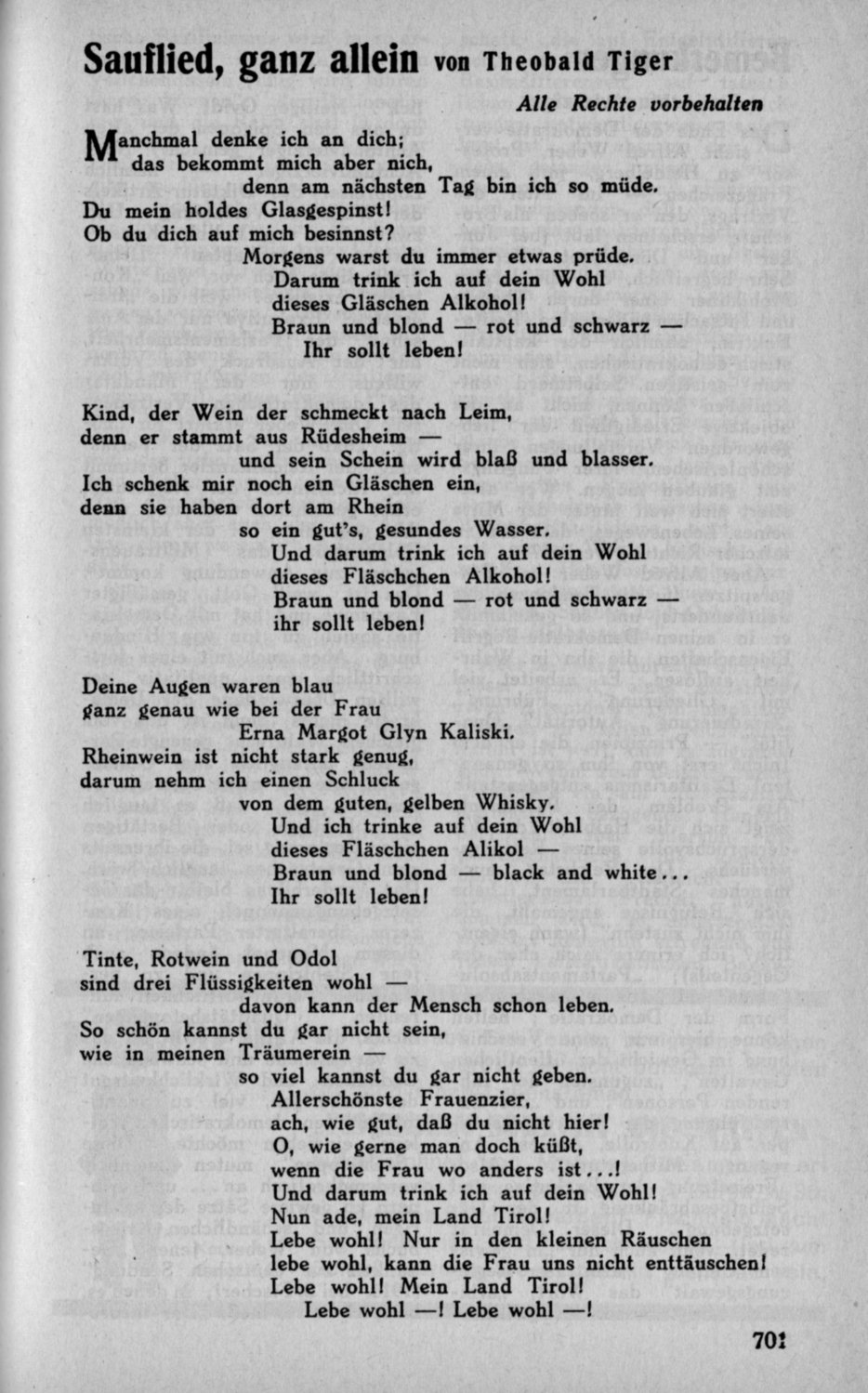
Tiger, Theobald. Sauflied, ganz allein. In: Die Weltbühne. Jahrgang 27, Nummer 19, Seite 701.
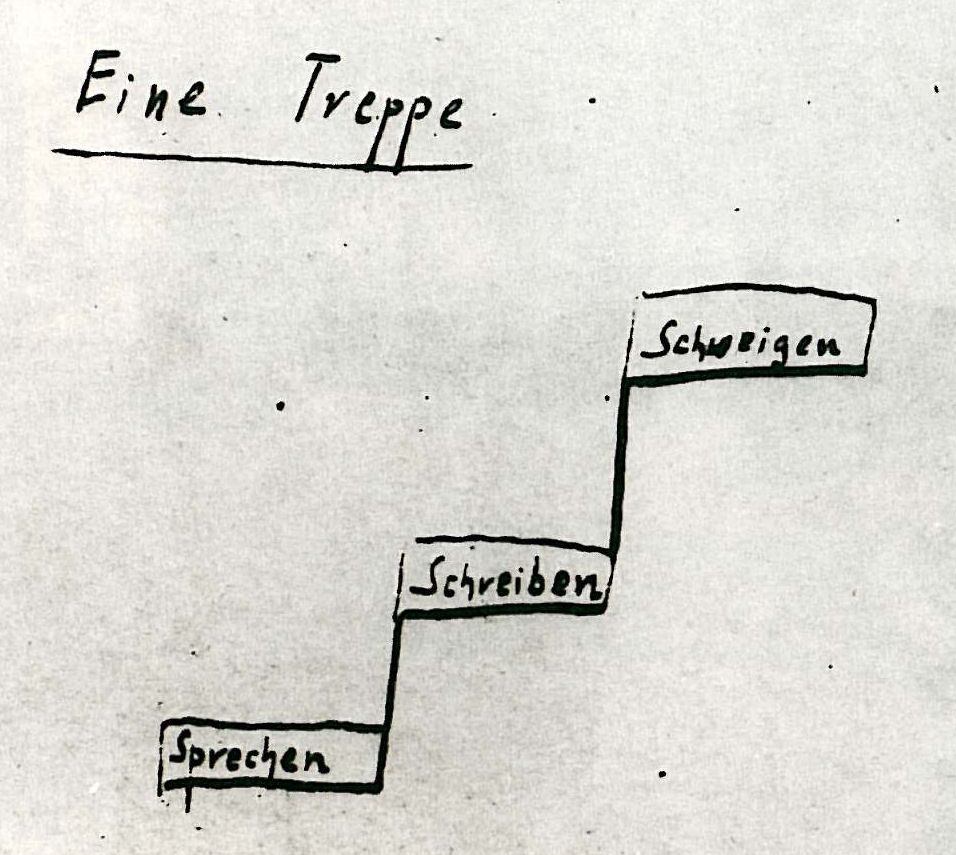
Tucholskys Sudelbuch 'Eine Treppe'

### České překlady
- TUCHOLSKY, Kurt. Panoptikum. Editor Vladimír Kafka. Překlad Antonín Rausch. 1. vyd. Praha: Mladá fronta, 1963. 208, [3] s.
- TUCHOLSKY, Kurt. Zámek Gripsholm. Překlad Eva Pilařová. 1. vyd. Praha: Odeon, 1967. 201, [2] s.
- TUCHOLSKY, Kurt. Zámek Gripsholm: Románek jednoho léta. Dramatizace: Ulrich Wendler. Překlad Miloš Zbavitel. Praha: Dilia, 1971. 64, [1] s.
- TUCHOLSKY, Kurt. Výlet na Rheinsberg. Překlad Eva Pilařová. 1. vyd. v tomto výboru. Praha: Odeon, 1980. 195, [3] s. Světová četba; Sv. 497.